# Villard de Honnecourt

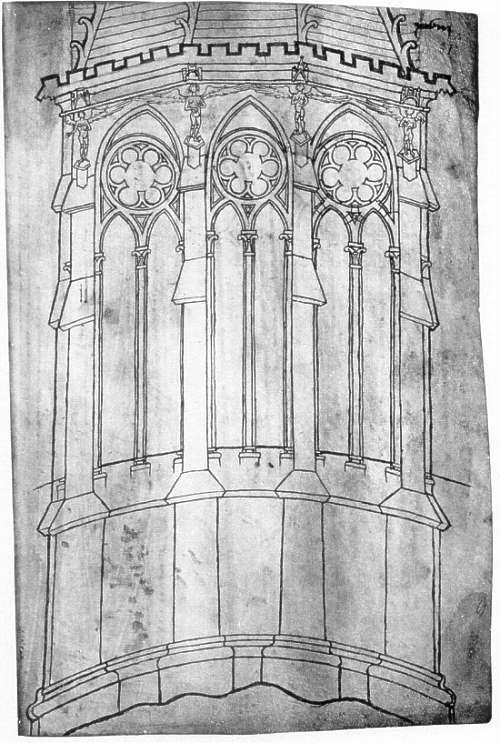
Nákres katedrály v Remeši

Villard de Honnecourt byl autor skicáře ze 13. století plného náčrtků, jeho profese není známa. Bývá považován za architekta či putujícího stavitele pravděpodobně z Pikardie.
Honnecourtova sláva spočívá v dochovaném skicáři (Bibliothèque nationale de France, Paris MS Fr 19093) obsahujícím 33 pergamenových listů se 250 kresbami světských i duchovních motivů.